# The Westermarck Society
The Westermarck Society (englisch), auch finnisch Westermarck-seura oder schwedisch Westermarck-samfundet, ist die wissenschaftliche Vereinigung von Soziologen in Finnland.
Die Gesellschaft wurde 1940 in Erinnerung an den finnischen Klassiker der Soziologie Edvard Westermarck in Turku gegründet. 1971 wurde der Sitz der Gesellschaft nach Helsinki verlegt, seither fungiert sie als nationale soziologische Gesellschaft. Sie ist Mitglied der Nordic Sociological Association, der European Sociological Association und der International Sociological Association.
Seit 1964 wird die Zeitschrift Sosiologia bei der Gesellschaft herausgegeben. 